# Gabriele Brandstetter
Gabriele Brandstetter (* 21. Februar 1954 in München) ist eine deutsche Theaterwissenschaftlerin, Literaturwissenschaftlerin und Tanzwissenschaftlerin.

## Leben
Gabriele Brandstetter wuchs in München auf und studierte an den Universitäten in Erlangen, München, Regensburg und Wien Germanistik, Geschichte, Politologie und Theaterwissenschaft. Zum Staatsexamen schrieb sie im Hauptfach Germanistik über Così fan tutte. 1983 promovierte Gabriele Brandstetter an der Universität München mit ihrer Dissertation über Erotik und Religiosität. Zur Lyrik Clemens Brentanos.
Seit 1981 arbeitete Gabriele Brandstetter als Lehrbeauftragte im Fach Neuere deutsche Literaturwissenschaft an der Universität München, später als Wissenschaftliche Angestellte am Forschungsinstitut für Musiktheater der Universität Bayreuth, wo sie auch als Herausgeberin an der Reihe Thurnauer Schriften zum Musiktheater mitwirkte. 1986 wurde Gabriele Brandstetter akademische Rätin a. Z. am selben Institut; in der Zeit arbeitete sie mit an Pipers Enzyklopädie des Musiktheaters. 1987 folgte der erste Auslandsaufenthalt: am Germanistischen Seminar der Universität Adelaide/Australien, und 1990/91 hatte sie durch ein Feodor-Lynen-Stipendium der Alexander von Humboldt-Stiftung einen Forschungsaufenthalt an der Universität Salzburg, bei den Derra de Moroda Dance Archives. Parallel dazu lehrte Gabriele Brandstetter am Institut für Musikwissenschaft und am Institut für Kultursoziologie der Universität Salzburg.
1993 habilitierte sich Gabriele Brandstetter an der Universität Bayreuth und erhielt die venia legendi in den Fächern Neuere deutsche Literatur und Theaterwissenschaft. Der Titel der Habilitationsschrift lautete Lecture corporelle. Tanz, Theater und Literatur zu Beginn des 20. Jahrhunderts. Sie wurde 1995 in einer gekürzten Version im Fischer Verlag unter dem Titel Tanz-Lektüren. Körperbilder und Raumfiguren der Avangarde publiziert. 2013 erfolgte die Publikation der erweiterten Ausgabe (Rombach-Verlag) und 2015 die englischsprachige Version Poetics of Dance. Body, Image and Space in the Historical Avant-Gardes.
Ebenso 1993 erfolgte der Ruf als Professorin an die Justus-Liebig-Universität Gießen, Institut für Angewandte Theaterwissenschaft im Fach Drama – Theater – Medien. 1997 wurde sie Ordinaria für Neuere deutsche Literaturwissenschaft am Deutschen Seminar der Universität Basel. Seit 2003 ist Gabriele Brandstetter Professorin für Theaterwissenschaft und Tanzwissenschaft an der Freien Universität Berlin. 2005 gründete sie das Zentrum für Bewegungsforschung am Institut für Theaterwissenschaft der FU Berlin sowie den Studiengang MA Tanzwissenschaft. Seit 2008 ist sie Mitdirektorin des Internationalen Kollegs Verflechtungen von Theater-Kulturen. Sie ist Mitglied der Nationalen Akademie der Wissenschaften Leopoldina. Ihre Forschungsschwerpunkte sind Geschichte und Ästhetik von Tanz, Theater und Literatur vom 18. Jahrhundert bis zur Gegenwart, Virtuosität in Kunst und Kultur sowie die Beziehung von Körper, Bild und Bewegung. 2004 erhielt sie den Gottfried-Wilhelm-Leibniz-Preis der Deutschen Forschungsgemeinschaft, 2011 das Verdienstkreuz am Bande des Verdienstordens der Bundesrepublik Deutschland.

## Dozenturen
Brandstetters internationales Renommée entstand durch zahlreiche Gastprofessuren, u. a. in:
- 1987: Adelaide (Australien), Gastdozentur an der University of Adelaide (mit Themenschwerpunkt u. a. Rezeption der Dramen Kleists; „Drama und gender“).
- 1990/91: Lissabon (Portugal), Gastdozentur am Department für Kunst und Theater, „Acarté“, der Gulbenkian-Foundation in Lissabon: Vorlesungen, Seminare und wissenschaftliches Kolloquium im Fachbereich der Hochschule für Medien und Theater.
- 1995: Tokio (Japan), Gastprofessur im Rahmen eines Tateshina-Seminars und in Kooperation mit der Keio-University, Tokyo, Vorträge und Seminare u. a. zu den Themen „Rezeption des japanischen Theaters in Europa im 20. Jahrhundert“, „Butoh und Europäisches Tanztheater“, „Zur Situation des Theaters in Deutschland“.
- 1995: Lissabon (Portugal), Vorlesungen an der Universidade de Lisboa zum Thema „Pygmalion im Theater des 18. Jahrhunderts“ und (im Rahmen eines komparatistischen Forschungsprojektes) zu „Theater, Tanz und Literatur um 1900“.
- 1996: São Paulo (Brasilien), Gastdozentur an der Universität von São Paulo.
- 1997: Melbourne (Australien): Gastprofessur im Rahmen von „gender studies“ und Neuere deutsche Literatur an der University of Melbourne; Vorträge, Vorlesungen und Seminare zu Rainer Maria Rilke, zu Heinrich von Kleist und zum „Drama von der Antike bis ins 20. Jahrhundert“.
- 1998: Tokyo (Japan), Gastdozentur (Graduierten-Seminar) an der Germanistischen Abteilung der Universität Tokyo, Todai, zum Thema „Romantische Sprachkrise“ und Teilnahme am Symposium der Keio-Universität, Tokyo, zum Thema „Postmoderne im japanischen und europäischen Tanz“.
- 1999: Princeton (USA), Vorlesung und Tagung „Goethe und die Romantik“.
- 2000: Kyoto (Japan), Vorlesung und Tagung „Fremdheit. Geschlecht und Kultur“.
- 2002: New York (USA), Distinguished Max-Kade Visiting-Professor an der Columbia University.
- 2004: Cambridge (USA), Vortrag und Seminar über „Zeitgenössisches Theater“ am German Department der Harvard University; Vortrag und Seminar über „Virtuosity“ am Department of Music.
- 2004: Chicago (USA), Einladung an die University of Chicago, Department of Germanic Studies and Performance: Tagung über “Performance”.
- 2005: Jerusalem und Tel Aviv (Israel), Gastprofessur an den Universitäten in Jerusalem und Tel Aviv: Vorträge und Seminare zum zeitgenössischen Theater und Tanz; Einladung durch das Benjamin-Institut (Jerusalem), Goethe-Institut und das Institute of Theatre and Performance (Tel Aviv).
- 2005: Princeton (USA), Einladung an die Princeton University, Department of German Studies; Vortrag zu „Die andere Bühne der Theatralität: movere als Figur der Darstellung in Schillers Schriften zur Ästhetik“, Tagung „Friedrich Schiller und der Weg in die Moderne“.
- 2006: Baltimore (USA), Einladung an die Johns Hopkins University: Vortrag und Seminar zum „Zeitgenössischen Theater und Tanz in Deutschland – Christoph Marthaler und Pina Bausch“.
- 2007: Chiang Mai und Bangkok (Thailand), Einladung zum Alexander von Humboldt-Colloquium sowie zu einem Treffen mit Kooperationsinstitutionen in Bangkok, der Thai Research Foundation und Goethe-Institut
- 2008: Japan Einladung zur Kurzzeit-Dozentur zum 50. Tateshina-Seminar und zu Vorträgen und Workshops an verschiedenen Universitäten in Japan
- 2008: Bern (Schweiz), Einladung zum Gastseminar bei „Diploma of Advanced Studies“ (DAS), „Tanzkultur“ der Universität Bern
- 2009: Providence (USA): Einladung an die Brown University zu Vortrag und Gastseminar „Theatricality and Power“
- 2011: Neu-Delhi (Indien), Einladung durch die DFG nach New Delhi zu einer „Leibniz-Lecture“: Vortrag zu „Interweaving Dance Cultures“
- 2011: Baltimore (USA), Einladung zu einem Workshop an die Johns Hopkins University „Material Emotionality: the Path of the Soul of the Dancer“
- 2012: Santa Catarina (Brasilien), Einladung zur Tagung Anthropologies in Performance an der Universidade Federal de Santa Catarina, Brazil
- 2012: North Carolina (USA), Einladung zur Tagung The Rite at 100, University of North Carolina
- 2014: Bern (Schweiz): Seminar: „Tanzästhetik“ bei „Diploma of Advanced Studies“ (DAS) „Tanzkultur“ der Universität Bern
- 2014: Princeton (USA), Distinguished Guest Professor an der Princeton University
- 2014: Providence (USA), Gastprofessur an der Brown University
- 2015: Jerusalem (Israel), Springer Lecture an der Hebrew University of Jerusalem
- 2015: St. Catarina/Florianopolis (Brasilien), Internationale Tagung und Workshop „Anthropologies in Performance“
- 2016: Mexiko-Stadt (Mexiko), Internationale Tagung Humboldt-Kolleg, „The Senses“
- 2017: Ghent (Belgien): Internationale Konferenz „Work with(out) boundaries: Precarity and/in contemporary dance“

## Mitgliedschaften
Gabriele Brandstetter engagiert sich in folgenden Institutionen:
- Vizepräsidentin der „Gesellschaft für Theaterwissenschaft“ (1996–2000)
- Mitglied des Heisenberg-Ausschusses der Deutschen Forschungsgemeinschaft (1997–2000)
- Mitglied der Kommission für das Historische Museum Basel (1997–2003)
- Mitglied im Trägerverein des Literaturhauses Basel (1997–2003)
- Mitglied des Universitätsrats der Universität Freiburg i. B. (1999–2007)
- Vizepräsidentin der Heinrich-von-Kleist-Gesellschaft (2002–Dez. 2021)
- Mitglied des Assessment Board for IRCHSS Senior Schemes, Dublin (2003/04)
- Mitglied in der Stiftung Deutsche Geisteswissenschaftliche Institute im Ausland (DGIA) (2003–2009)
- Fachkollegium „Kunstgeschichte, Musikwissenschaft, Theater-, Film- und Medienwissenschaften“ der Deutschen Forschungsgemeinschaft (DFG) (2004–2012)
- Mitglied im Ausschuss für die Vergabe von Forschungspreisen im Wolfgang-Paul-Programm und im Sofja-Kovaleskaja-Programm der Alexander-von-Humboldt-Stiftung (2005–2007)
- Mitglied in der Fachkommission des „Hochschulübergreifenden Zentrums Tanz Berlin“ (2005–2008)
- Jurorin für den Fachbeirat „Allgemeine Projektförderung“ der Kulturstiftung des Bundes (2008–2011)
- Ko-Direktorin des internationalen Forschungskollegs „Interweaving Performance Cultures“ (seit 2008)
- Beiratsmitglied der japanischen Gesellschaft für Germanistik (seit 2009)
- Ordentliches Mitglied der Academia Europaea[1] (seit 2011)
- Vertrauensdozentin der Studienstiftung des deutschen Volkes (2012–2016)
- Mitglied in der Kommission des Expertengremiums „Immaterielles Kulturerbe“ (2014–2018)

## Forschungen
Zu Gabriele Brandstetters Forschungsschwerpunkten gehören ganz wesentlich die Theorie der Darstellung, Körper- und Bewegungskonzepte in Schrift, Bild und Performance, sowie Forschungen zu Tanz, Theatralität und Geschlechterdifferenz. Ihre Drittmittel-Forschungsprojekte umfassen in den letzten Jahren u. a.:
- 1989–1992: Projekt in der DFG-Forschergruppe zum Thema „Weltbildwandel. Selbstbedeutung und Selbsterfahrung“ der Universität Bayreuth zu „Tanz und Avantgarde. Zur Rezeption von Fremdbildern.“
- 1995–1997: Internationales Forschungsprojekt im Rahmen des DAAD-Programms „Acções Integradas“ zum Thema „Tanz und Literatur. Beziehungen in der Europäischen Moderne“, in Kooperation mit der Universität Lissabon.
- 1996–2002: Forschungsprojekt im DFG-Schwerpunkt „Theatralität“ zu „Maskerade“: „Kastraten in der Oper“ und „Stimme in der Performance im 20. Jahrhundert“
- 2001–2005: Forschungsprojekt im Makro-Schwerpunkt „Kultur“ der Universität Basel: „Bild – Figur – Zahl“ (zusammen mit Gottfried Boehm und Achatz von Müller); Januar 2005 Abschluss-Tagung des Projekts „Bild – Figur – Zahl“ in Basel unter dem Titel „Figur/ationen“
- 2003–2005: Forschungsprojekt zu „Figur als Szene. Zu Strukturen und Prozessen figuraler Darstellung in Literatur und Theater“
- 2003–2009: Forschungsprojekt „Iconic Criticism – Bildkritik. Macht und Bedeutung der Bilder“ (eikones)
- 2004–2010: Forschungsprojekt zum Thema „Die Szene des Virtuosen“ im Rahmen des SFB 447 „Kulturen des Performativen“
- 2005–2009: Projekt „Bild und Bewegung“ im Rahmen des vom Schweizerischen Nationalfonds geförderten, von Gottfried Boehm geleiteten Forschungsprojekts „Iconic Criticism – Bildkritik. Macht und Bedeutung der Bilder“ (eikones)
- 2005–2009: Forschungsprojekt „Tanz und Wissen“, gefördert von der DFG
- 2007–2009: Forschungsprojekt „Prognosen über Bewegung“, gefördert von der Kulturstiftung des Bundes
- 2007–2014: Forschungsprojekt „Topographien des Flüchtigen“ im Rahmen des SFB 626: „Ästhetische Erfahrung im Zeichen der Entgrenzung der Künste“
- Seit 2008: Mitantragstellerin des Exzellenz-Clusters der FU Berlin „Languages of Emotion“ und Leitung des Teilprojektes „Berühren und Rühren – ‚Movere’ im Tanz“.
- Seit 2008: Internationales Forscher-Kolleg „Interweaving of Performance Cultures“; gefördert vom BMBF
- Seit 2011: Forschungsprojekt „Ballett-Universität“ in Kooperation mit dem Staatsballett Berlin
- Seit 2012: Forschungsprojekt „Praxes of Theory“ in Kooperation mit der University of Chicago, USA
- 2013–2017: Forschungsprojekt „Synchronisierung körperlicher Eigenzeiten und choreographische Ästhetik“ im SSP 1688 „Ästhetische Eigenzeiten. Zeit und Darstellung in der polychronen Moderne“
- Seit 2014: Forschungsprojekt zu „Rhythmus, Resonanz, Balance“, in Kooperation mit der International Psychoanalytic University, Berlin
- Seit 2017: Forschungsprojekt „Awareness. Techniken der Vergegenwärtigung und subjektive Wiederaneignung von Zeit in zeitgenössischem Tanz“ im SPP 1688 „Ästhetische Eigenzeiten. Zeit und Darstellung in der polychronen Moderne“

## Auszeichnungen
- 1996: Preis der Aby-Warburg-Stiftung
- 1998: Kulturförderpreis der Alexander Clavel-Stiftung
- 2004: Gottfried Wilhelm Leibniz-Preis
- 2011: Verdienstkreuz am Bande des Verdienstordens der Bundesrepublik Deutschland
- 2022: Ehrendoktorwürde der Friedrich-Alexander-Universität Erlangen-Nürnberg

Mit dem Preisgeld des Gottfried Wilhelm Leibniz-Preises gründete Gabriele Brandstetter am Institut für Theaterwissenschaft der FU Berlin das Zentrum für Bewegungsforschung. Im Rahmen der Forschungsarbeit entstanden eine Reihe von Projekten und Tagungen, etwa: „Hold it! – Zur Politik der Pose zwischen Bild und Performance“ oder „Theaterfeindlichkeit und Antitheatralität“ sowie 2007 das Forschungsprojekt: „Prognosen über Bewegungen“, gefördert auch von der Kulturstiftung des Bundes und in Kooperation mit dem Theater Hebbel am Ufer.

## Veröffentlichungen

### Monographien
- Poetics of Dance. Body, Image and Space in the Historical Avant-Gardes. Oxford University Press, New York 2015, ISBN 978-0-19-991655-9.
- Tanz-Lektüren. Körperbilder und Raumfiguren der Avantgarde (Um einen dritten Teil erweiterte Auflage). Rombach, Freiburg i. Br. 2013, ISBN 978-3-7930-9719-8.
- Bild-Sprung. TanzTheaterBewegung im Wechsel der Medien (= Theater der Zeit. Recherchen 26). Theater der Zeit, Berlin 2005, ISBN 3-934344-53-4.
- Tanz-Lektüren. Körperbilder und Raumfiguren der Avantgarde (= Fischer TB Band 12396: ZeitSchriften). Fischer-Taschenbuch-Verlag, Frankfurt am Main 1995, ISBN 3-596-12396-8 (Teildruck der Habilitationsschrift Universität Gießen 1993 unter dem Titel: Lecture corporelle, Tanz, Theater und Literatur zu Beginn des 20. Jahrhunderts); englische Übersetzung von Elena Polzer, Mark Franko: Poetics of Dance, Body, Image, and Space in the Historical Avant-Gardes (= Oxford Studies in Dance Theory). Oxford University Press, Oxford / New York, NY 2015, ISBN 978-0-19-991655-9 / ISBN 978-0-19-991657-3.
- mit Brygida Ochaim: Loïe Fuller. Tanz, Licht-Spiel, Art Nouveau. Rombach, Freiburg i.Br. 1989, ISBN 3-7930-9052-3.
- Erotik und Religiosität. Eine Studie zur Lyrik Clemens Brentanos (= Münchner germanistische Beiträge. Band 33). Fink, München 1986, ISBN 3-7705-2330-X.

### Beiträge
- Re-sourcing Nijinsky: The Rite of Spring. In: The Rite of Spring at 100. Edited by Severine Neff, Maureen Carr, and Gretchen Horlacher with John Reef, Bloomington, Indiana: Indiana University Press, 2017, ISBN 978-0-253-02420-6, S. 39–46.
- Human, Animal, Thing. Shifting Boundaries in Modern and Contemporary Dance. In: Gabriele Brandstetter und Holger Hartung (Hrsg.): Moving (Across) Border. Performing Translation, Intervention, Participation. Transcript, Bielefeld 2017, ISBN 978-3-8376-3165-4, S. 23–42.
- Tanz-Avantgarde und Bäder-Kultur. Grenzüberschreitungen zwischen Freizeitwelt und Bewegungsbühnen. In: Erika Fischer-Lichte (Hrsg.): TheaterAvantgarde. Wahrnehmung – Körper – Sprache. Francke, Tübingen / Basel 1995, S. 123–155.
- Defigurative Choreographie. Von Duchamp zu William Forsythe. In: Gerhard Neumann (Hrsg.): Poststrukturalismus. Herausforderung an die Literaturwissenschaft (= Germanistische Symposien-Berichtsbände 18). Metzler, Stuttgart/Weimar 1997, ISBN 3-476-01507-6, S. 598–623.
- Choreographie als Grab-Mal. Das Gedächtnis in Bewegung. In: Gabriele Brandstetter, Hortensia Völckers: ReMembering the Body. Körper-Bilder in Bewegung. Hatje Cantz, Ostfildern-Ruit 2000, ISBN 3-7757-0902-9, S. 102–134.
- Defiguration und Deplacement. Körperkonzepte in Performance und Bewegungstheater des 20. Jahrhunderts. In: Orlando Grossgesse, Erwin Koller: Literaturtheorie am Ende? 50 Jahre Wolfgang Kaysers „Sprachliches Kunstwerk“. Francke, Tübingen / Basel 2001, ISBN 3-7720-2763-6.

### Herausgeberin
- mit Katja Schneider: SACRE 1913 / 2013. Tanz, Opfer, Kultur. Rombach, Freiburg i. Br. / Berlin / Wien 2017.
- mit Nanako Nakajima: The Aging Body in Dance. A Cross-Cultural Perspective. Routledge, London/New York 2017, ISBN 978-1-138-20005-0.
- mit Holger Hartung: Moving (Across) Borders. Performing Translation, Intervention, Participation. Transcript, Bielefeld 2017, ISBN 978-3-8376-3165-4.
- mit Gerko Egert and Sabine Zubarik: Touching and Being Touched. Kinesthesia and Empathy in Dance and Movement. De Gruyter, Berlin / Boston 2013, ISBN 978-3-11-029186-5.
- mit Gabriele Klein: Dance [And] Theory. Transcript, Bielefeld 2013, ISBN 978-3-8376-2151-8 (erweiterte Ausgabe: Transcript 2015).
- mit Reinhild Hoffmann und Patricia Stöckemann: Callas. Ein Tanzstück von Reinhild Hoffmann 1983 / 2012. Transcript, Bielefeld 2013.
- mit Gerhard Neumann: Genie – Virtuose – Dilettant. Konfigurationen romantischer Schöpfungsästhetik. Königshausen & Neumann, Würzburg 2011.
- mit Hans-Friedrich Bormann und Annette Matzke: Improvisieren. Paradoxien des Unvorhersehbaren. Kunst – Medien – Praxis. Transcript, Bielefeld 2010, ISBN 978-3-8376-1274-5.
- mit Franck Hofmann und Kirsten Maar: Notationen und choreographisches Denken. Rombach, Freiburg i. Br. / Berlin / Wien 2010.
- mit Birgit Wiens: Theater ohne Fluchtpunkt. Das Erbe Adolphe Appias: Szenographie und Choreographie im zeitgenössischen Theater. Alexander Verlag, Berlin 2010.
- mit Gunhild Oberzaucher-Schüller: Mundart der Wiener Moderne. Der Tanz der Grete Wiesenthal (= Tanzforschungen. Bd. 10). Kieser, München 2009, ISBN 978-3-935456-23-4.
- mit Sibylle Peters und Kai van Eikels: Prognosen über Bewegungen. b_books, Berlin 2009, ISBN 978-3-933557-97-1.
- mit Sibylle Peters: Szenen des Vorhangs – Schnittflächen der Künste (= Rombach Wissenschaften. Reihe: Scenae. Bd. 9). Rombach, Freiburg (Breisgau) u. a. 2008, ISBN 978-3-7930-9539-2.
- mit Bettina Brandl-Risi und Kai van Eikels: SchwarmEmotion. Bewegung zwischen Affekt und Masse (= Rombach Wissenschaften. Reihe: Scenae. Bd. 3). Rombach, Freiburg (Breisgau) u. a. 2008, ISBN 978-3-7930-9500-2.
- mit Gabriele Klein:  Methoden der Tanzwissenschaft. Modellanalysen zu Pina Bauschs „Le sacre du printemps“. Transcript, Bielefeld 2007, ISBN 978-3-89942-558-1.
- mit Gottfried Boehm und Achatz von Müller: Figur und Figuration. Studien zu Wahrnehmung und Wissen. Fink, Paderborn u. a. 2007, ISBN 978-3-7705-4264-2.
- mit Gerhard Neumann: Romantische Wissenspoetik. Die Künste und die Wissenschaften um 1800. Königshausen & Neumann, Würzburg 2004.
- mit Christoph Wulf: Tanz als Anthropologie. Fink, Paderborn 2007, ISBN 978-3-7705-4344-1.
- mit Sibylle Peters: de figura. Rhetorik – Bewegung – Gestalt. Fink, München 2002, ISBN 3-7705-3692-4.
- mit Hortensia Völckers: ReMembering the Body. Körper-Bilder in Bewegung. Hatje Cantz, Ostfildern-Ruit 2000, ISBN 3-7757-0902-9.
- Aufforderung zum Tanz. Geschichten und Gedichte. Reclam, Stuttgart 1993, ISBN 3-15-008842-9.
- mit Helga Finter und Markus Westendorf: Grenzgänge. Das Theater und die anderen Künste. Narr, Tübingen 1998, ISBN 3-8233-5224-5.
- Jacques Offenbachs Hoffmanns Erzählungen. Konzeption, Rezeption, Dokumentation (= Thurnauer Schriften zum Musiktheater. Bd. 9). Laaber-Verlag, Laaber 1988, ISBN 3-89007-115-5.